# Historia de los fueros vascongados y navarros en el siglo XIX

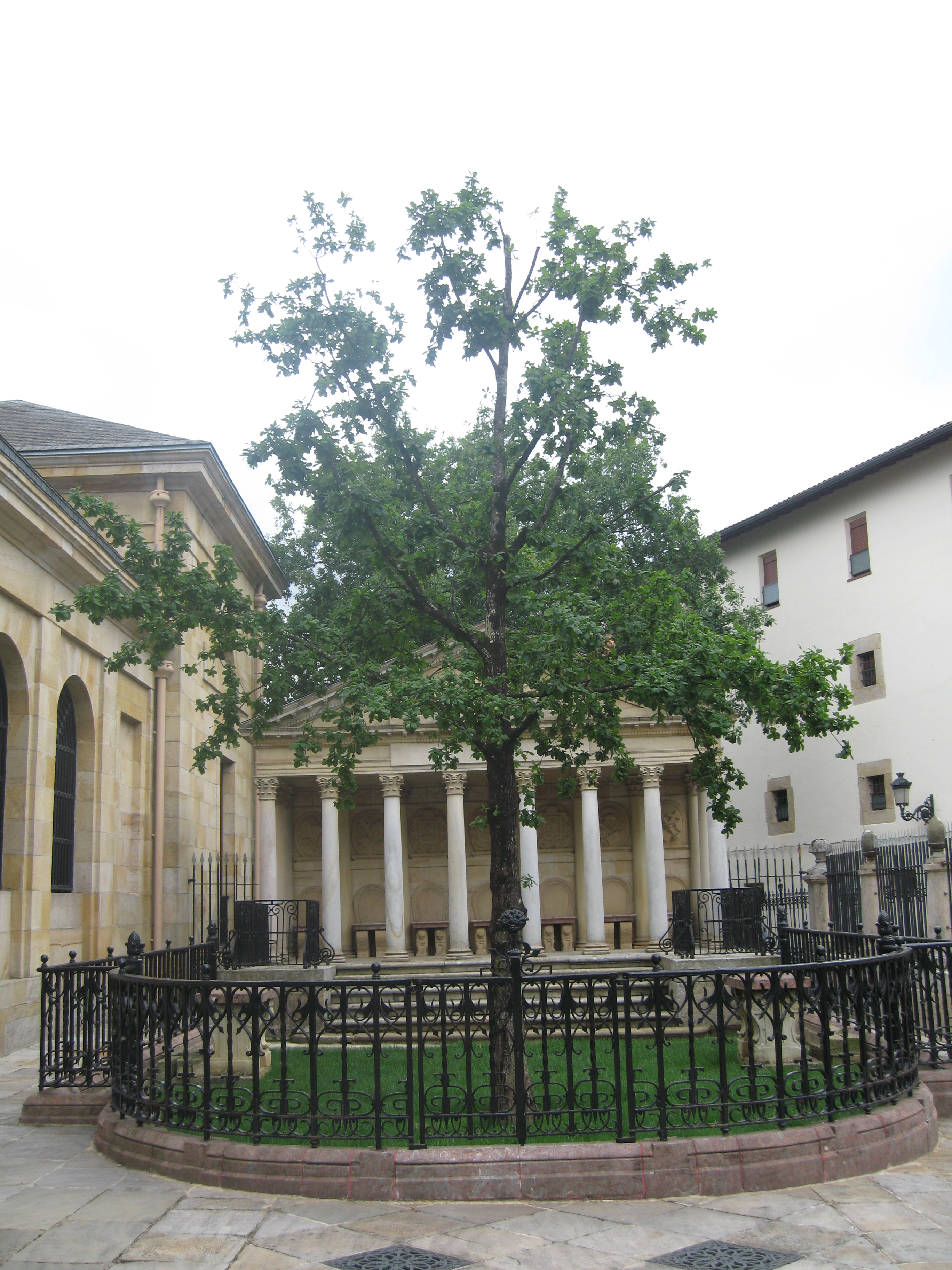
El árbol de Guernica, símbolo de los fueros de Vizcaya.

Durante el siglo XIX, y especialmente a partir de la implantación del liberalismo en España, los fueros de las Provincias Vascongadas y Navarra serían objeto de continuas suspensiones y limitaciones de competencias. Fueron defendidos tanto por carlistas e isabelinos neocatólicos, como por republicanos federales, así como por la mayoría de los liberales vasco-navarros. 
Aunque las guerras carlistas no se iniciaron para defenderlos, los fueros permitieron a los carlistas dominar la mayor parte de Vascongadas y Navarra durante la primera y la tercera guerra carlista y los partidarios del pretendiente hicieron bandera de ellos. El convenio de Vergara de 1839 permitió conservarlos tres décadas más y en 1875 Alfonso XII ofreció nuevamente mantenerlos si los carlistas se rendían, pero estos no aceptaron. Fueron finalmente suprimidos en 1876 por Cánovas del Castillo, quien proporcionó a cambio un régimen económico especial a las cuatro provincias.

## Orígenes de los fueros

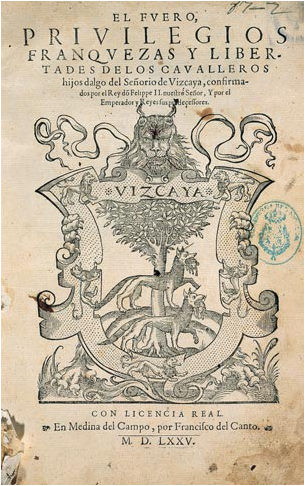
El fuero, privilegios, franquezas y libertades de los caballeros hijosdalgo del Señorío de Vizcaya, confirmados por el Rey don Felipe II, nuestro Señor, y por el Emperador y Reyes sus predecesores (1575).

El Señorío de Vizcaya y las provincias de Guipúzcoa y Álava estuvieron sujetos a la soberanía de los reyes de Castilla y León desde el año 1076, bajo el reinado de Alfonso VI. Vizcaya no tuvo fuero escrito hasta el siglo XIV. Anteriormente, cada pueblo se había gobernado, como los demás de la España medieval, por fazañas y albedríos, usos y costumbres; algunos por fueros municipales o cartas de población, y en los negocios generales, por la legislación de los reyes de Castilla. De hecho, algunas nuevas villas de Vizcaya se poblaron con los fueros de Logroño, que eran más antiguos. No había, pues, en Vizcaya legislación propia. En 1342 se otorgó a Vizcaya el fuero primitivo, que fue confirmado por el infante Juan de Castilla en 1376, para hacerles «bien y merced». En 1452 se coleccionaron en junta general los fueros, introduciéndose prácticas que no estaban escritas. Esta compilación fue la base de los fueros vizcaínos hasta el siglo XIX.
Según Antonio Pirala, se trataba de meros privilegios otorgados (iguales a los del resto de Castilla) que no tenían entonces consideración política. En origen, sus exenciones y franquicias se habrían debido a la pobreza y orografía especial de la región, que obligaba a los reyes de Castilla a darle privilegios para que no quedase despoblada. En las turbaciones de los reinados de Don Pedro y Enrique II se formó la Hermandad de Vizcaya para evitar las violencias y persecuciones de los famosos bandos vizcaínos, y esta fue la causa de que se conservase un régimen foral que se perdió en el resto de Castilla a consecuencia del Ordenamiento de Alcalá. Cuando Castilla perdió sus fueros, usos y costumbres antiguas, Vizcaya por medio de sus juntas, conservó la gobernación con las cartas-pueblas en las villas, y con el fuero de los hidalgos de Castilla en la tierra llana, procurando guardar y extender todo lo posible las exenciones de ambos. Sin embargo, el fuerismo posterior, para negar el origen castellano de sus privilegios, inventaría otras causas, afirmando que las exenciones vizcaínas se perdían en la noche de los tiempos, y que fueron siempre defendidas heroicamente por sus habitantes.
En el caso de Guipúzcoa, sus fueros eran las libertades concejales concedidas sucesiva e individualmente a San Sebastián y a otros pueblos de aquella provincia (y de otras muchas) por la liberalidad de los reyes medievales. El fuero de San Sebastián había sido concedido por el rey Sancho VI de Navarra y confirmado en 1202 por Alfonso VIII de Castilla. Por fueros de Guipúzcoa se entendían los cuadernos de la Hermandad de los de Guipúzcoa (posteriormente conocida como Junta General y Diputación) que fue impuesta por Enrique II, Juan I, Enrique III y Enrique IV, y tenía originalmente, y aun siglos después, la misión especial de defender las villas y mantenerlas en paz, repeliendo y castigando las perturbaciones de los poderosos de la zona, hasta que Enrique IV acabó con ellos.
Los llamados fueros de Álava no eran propiamente tales, sino un cuaderno de leyes y ordenanzas con que se gobernaba la provincia, así como diferentes privilegios y cédulas reales. Sin embargo, para Ramón Ortiz de Zárate eran iguales en esencia los fueros de Álava y los de Vizcaya y Guipúzcoa, y solo se diferenciaban en pequeños detalles de forma.
Por su parte, las instituciones de Navarra, reino anexionado por Castilla en el siglo XVI, tenían poco que ver con las de las Provincias Vascongadas. Sus fueros no provenían de cartas comunales otorgadas, sino que era la legislación de una antigua monarquía de la Edad Media, en la que preponderaban los eclesiásticos y la alta nobleza.

## Reinado de Carlos IV
Según Angulo y Hormaza, a principios del siglo XIX se emprendió[¿quién?] una campaña contra los fueros, por lo que las Juntas de Vizcaya de 1802, indignadas, dijeron haberse enterado de que: 

ciertas personas se han producido en términos de difamar la integridad de otras que han empleado su celo en servicio del pais; que han sido muchos los papeles y libelos infamatorios; que se han escrito en la corte de Madrid y otras partes, contra la justificada conducta de personas de la confianza de esta Junta, incluyendo á varias del más alto carácter, de suerte que, se induce, se han propuesto algunos la idea de desacreditar o exasperar aquellos que, presumen, han defendido o defenderán los derechos del Señorío, con la energía que se ha experimentado; que á los pies del Trono y en los Tribunales primeros de la Nación, se han presentado escritos muy criminales y dignos de que, sobre ser quemados públicamente, deben ser también castigados los autores con el mayor rigor; que en muchos parajes se han explicado diferentes personas en términos muy difamatorios, de modo que, si la Junta mirara con indiferencia estos hechos y calumnias, por las cuales se han sufrido injustos arrestos y han resultado graves pesares, quizá no se hallaría quien se encargase en lo sucesivo de la defensa del Señorío, cuya idea parece se han propuesto los tales calumniadores. Y después de haber manifestado la Junta el más alto sentimiento, no solo porque siendo sus acuerdos dirigidos á conservar ilesos sus Fueros, franquicias y libertades, mirando, en lo posible, al bien de sus pueblos y vecinos, sino también por la conducta de sus comisionados, encargados y favorecedores, se quiere premiar con libelos infamatorios y expresiones que se dirijan á censurarles y acriminarles... acordó proceder contra ellos, dando al efecto sus poderes.

La Real Academia de la Historia escribió entonces, influida por el gobierno, el Diccionario geográfico histórico de las Provincias Vascongadas y Navarra, en el que se atacaba el sistema foral. Asimismo Juan Antonio Llorente, instigado por Manuel Godoy y otros ministros, publicó en 1806 una obra en cinco tomos titulada Noticias históricas de las Provincias Vascongadas. A ella contestó Aranguren y Sobrado, consultor del Señorío de Vizcaya, denunciando que Llorente había desfigurado la historia. Por su parte, Pedro Novia de Salcedo escribiría su Defensa histórico legislativa y económica del Señorío de Vizcaya y provincias de Álava y Guipúzcoa, que terminó en 1829, aunque no se imprimiría hasta 1851. Esta obra pretendía demostrar como Llorente se había valido de malas artes, truncando y suprimiendo textos, dando por auténticos los apócrifos e interpretando arbitrariamente otros.
Creyéndola igual al espíritu del Fuero, la Constitución española de 1812 fue aceptada en las Provincias Vascongadas. Sin embargo, después perdió la simpatías de la mayoría, se acentuaron las reservas de las Juntas respecto a ella y comenzó a ser el símbolo del liberalismo español.

## Reinado de Fernando VII
Tras el regreso de Fernando VII, en Real Cédula de 29 de julio de 1814 se confirmaban los fueros vascongados y navarros. A pesar de ello, en 1818 la llamada Junta reformadora de abusos de la Real Hacienda publicó un informe contra los fueros, apoyándose en la obra de Llorente. 

### Trienio liberal
Tras el golpe de Estado de Riego, el 25 de marzo de 1820 las Juntas generales nombraron una comisión para examinar la analogía de la constitución peculiar de Vizcaya con la promulgada para toda la Monarquía por las Cortes generales y extraordinarias y si sería necesario renunciar a la vizcaína o serían conciliables en todo o en parte. En su largo dictamen, la comisión señalaba que en la Constitución española se hallaba «trasladado el espíritu de la Constitución vizcaína» si bien señalaba que «no se observa empero una perfecta conformidad, sin que se hayan adoptado por la de la Monarquía las sabias instituciones vizcaína que organizan el régimen interior provincial».
Sin embargo, los razonamientos de las Juntas de Guernica fueron acogidos con indiferencia, y en el Trienio liberal las Provincias Vascongadas fueron niveladas completamente con las demás provincias. Por esta razón, restaurado nuevamente en el trono Fernando VII en 1823 quemaron un ejemplar de la Constitución de 1812, así como los poderes que habían dado a los diputados. Por su parte, la asamblea guipuzcoana declaró «nulos e ilegales» los actos efectuados a nombre de esta provincia bajo el régimen constitucional, añadiendo que «habían jurado con repugnancia la Constitución de Cádiz, el 31 de julio de 1813 y el 25 de marzo de 1820».

## Primera guerra carlista

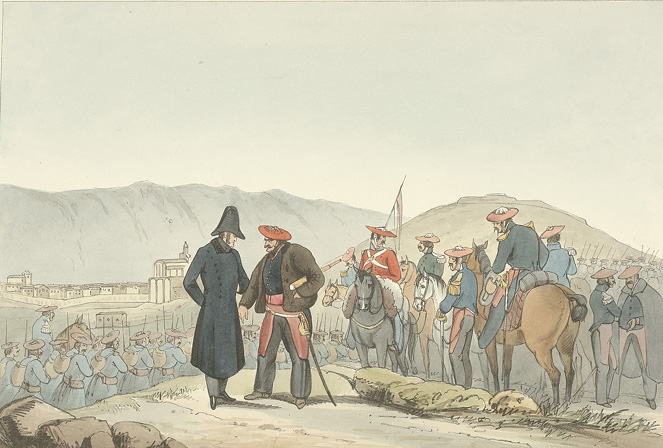
Tomás de Zumalacárregui y su estado mayor durante la primera guerra carlista

Según Juan Antonio de Zaratiegui, ayudante y secretario general de Zumalacárregui, el apoyo vasco-navarro al alzamiento carlista en 1833 no se produjo para defender los fueros, ya que estos estaban perfectamente vigentes. Los fueros, no obstante, permitieron a los carlistas hacerse fuertes en las provincias vascas y en Navarra, ya que la legislación foral, que dejaba la subinspección de los cuerpos en manos de las respectivas diputaciones, permitió que los Voluntarios Realistas (que derivaron en el carlismo) no fueran purgados allí como en el resto de España.
Sin embargo, tras estallar la primera guerra carlista y quedar la mayor parte de las Provincias Vascongadas y Navarra leal al infante Carlos María Isidro, el general Castañón dio un bando desde Tolosa suspendiendo los fueros, en el que decía:

En consecuencia de la declaración en estado de guerra de las provincias de Vizcaya y Alava, quedan suspendidos los fueros y privilegios que disfrutaban y resumidas y dependientes de mi autoridad, todas las que existen en dichas provincias, en todos los ramos, hasta la soberana resolución de la Reina Nuestra Señora, exceptuando la de Guipúzcoa en la parte que está encomendada a su autoridad legítima.

Por disposición del 9 de enero de 1834, el gobierno negó la convocatoria de Juntas, «porque no estimaba conveniente semejante convocación en el estado en que el país se hallaba». Las diputaciones de las Provincias Vascongadas se negaron a reconocer el Estatuto Real de abril de 1834 como ley obligatoria para ellas, no quisieron nombrar diputados a Cortes y elevaron —en vano— muchas sentidas exposiciones; siendo las Juntas de Vizcaya conminadas con crecidas multas.
En nombre de la reina, Joaquín López mandó el 3 de enero de 1837 que se repusiese la autoridad foral de Vizcaya; y Espartero, el 19 de mayo de 1837 dio una célebre proclama desde Hernani, en que decía:

Los mismos que no se cansan de engañaros, os dicen que peleáis en defensa de vuestros Fueros; pero no los creáis. Como general en jefe del ejército de la Reina y en nombre de su Gobierno, os aseguro que, estos Fueros que habéis temido perder os serán conservados y que, jamás se ha pensado en despojaros de ellos.

Esta oferta no produjo efecto. El 7 de septiembre del mismo año se hicieron cesar las diputaciones forales, sustituyéndolas por diputaciones provinciales, lo que valió a los partidarios de Don Carlos para demostrar la verdad de lo que habían advertido y empeñarlos más en la defensa de su causa. De este modo, durante el Sitio de Bilbao la Gaceta de Oñate manifestaría a los bilbaínos:

¡Bilbaínos! derramad ahora vuestra sangre en defensa de un Gobierno que fallando á la fé de los tratados, da en tierra de un solo golpe con vuestras instituciones, con vuestros Fueros y prerrogativas, consagradas por la sucesión de los siglos. Ahora vereis la mala fé con que os hablaron vuestras pretendidas Diputaciones, saliendo garantes de la conservación de vuestros Fueros.

Los partidarios de Don Carlos, aprovechando esta disposición de ánimo, procuraron unir ambas cuestiones, la foral y dinástica e hicieron jurar al pretendiente los fueros so el árbol de Guernica, prometiendo respetarlos y mantenerlos en su más exacta observancia.
Hacia el fin de la primera guerra carlista, los liberales iban manifestándose cada vez más fueristas y se dividieron en dos facciones, una más fuerista que constitucional y la otra a la inversa. La fracción liberal menos fuerista quería modificar lo fueros en lo relativo a las elecciones municipal y provincial, administración de justicia y aduanas, y eran contrarios al servicio militar y económico. Esta fracción deseaba introducir esas reformas foralmente, pero viendo que así no lo conseguía, las admitió del Gobierno, por medio del decreto ab irato de 1841. Los carlistas sostenían en aquel entonces el principio de «todo o nada», del que la fracción liberal más fuerista quería hacerles comprender que debían desistir.

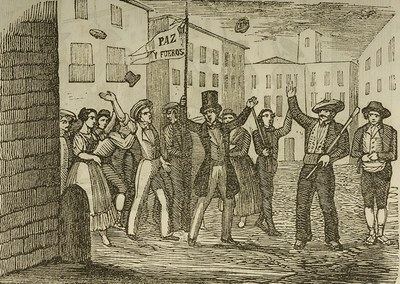
Pronunciamiento de Muñagorri en favor de la paz y los fueros en Berástegui (1838)

Para separar la causa local de la causa dinástica, el escribano José Antonio Muñagorri, con la cooperación del gobierno, invocó el popular lema de «Paz y Fueros», haciéndose así más fácil la conclusión de la guerra.
La víspera del Convenio de Vergara, el 30 de agosto de 1839, decía Don Carlos en su proclama de Lecumberri: 

No solo sostenéis con ella [la guerra] mis derechos á la corona, sino también los vuestros á la inviolabilidad de la Religión santa y de los Fueros venerandos de vuestros padres, cuya existencia es incompatible con la del gobierno usurpador y revolucionario.

El Convenio de Vergara establecería el mantenimiento de los fueros. Con la promesa formal de que los fueros no corrían riesgo estando garantidos por la buena fe y palabra de un general, los liberales lograron atraer a los batallones recelosos de vizcaínos y guipuzcoanos, calmando las inquietudes.

## Reinado de Isabel II

### Regencia de María Cristina
Los que siguieron a la reina, dieron también excelentes pruebas de su amor a los fueros «al solicitar como única recompensa de sus sacrificios y señalados servicios, la confirmación de los Fueros» —según se lee en el acta de Juntas generales celebrada el día 15 de diciembre de 1839— al «aceptar la suerte gue estuviera reservada al resto del Señorío» y al «prestar su juramento —cuando tuvieron que hacerlo— de obedecer y defender las leyes fundamentales del Reino, con la solemne salvedad de hacerlo, en todo cuanto no se opusiese al Código foral del país». En 1834 sustituyeron la inscripción de su bandera que decía, Provincia de Vizcaya, Constitución, Bilbao, para que expresase con más exactitud lo que se proponían defender, cubriendo la palabra Constitución con una tira de seda amarilla en la que bordado se leía «Isabel II».

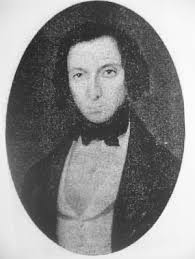
Valentín de Olano (1808-1851)

Por los términos en que se expresó Valentín de Olano en el Congreso, en su muy celebrada peroración, la revista Euskal-erría, de San Sebastián, en el número del mes de enero de ese año, afirmaba que «D. Manuel Montiano, D. Ronilacio Yildosola, el escritor Urioste y otros nacionales de Bilbao, se dirigieron al campo carlista á pedir á estos que no depusiesen las armas hasta que estuvieran asegurados los Fueros».
La ley de 25 de octubre de 1839 confirmó los fueros, aunque especificaba: «sin perjuicio de la unidad constitucional de la Monarquía» y «proponiendo su modificación». El 16 de noviembre del mismo año se expidió un decreto orgánico por virtud del cual se mandó proceder al nombramiento de comisionados para el arreglo de los fueros. Las Provincias Vascongadas nombraron inmediatamente a sus comisionados, que estuvieron en relaciones y conferencias con el gobierno, hasta que el pronunciamiento de 1841 las interrumpieron. Volvieron a reanudarse en 1846 y 1851.
Con motivo de la discusión para la confirmación de los fueros, los cuerpos colegisladores consideraron que habían hecho demasiado y, el 28 de marzo de 1840, algunos diputados progresistas de la oposición clamaron contra la extensión que se había dado de los fueros y anunciaron la inconveniencia de los mismos. El diputado Olano saldría entonces en defensa de las instituciones forales, afirmando en un discurso al que se daría gran difusión: 

Jamás creyó la lealtad vizcaína en aquellos solemnes momentos en que se veía tendido un mundo de boinas y bayonetas (frase que adquirió celebridad) que se había de venir ahora con argucias que más parecen sofismas; lo que yo no digo al hombre que está con las armas en la mano, no se lo digo después que las ha dejado; si mañana se volviese a encender la guerra no sé cuál sentiría yo más, si las desgracias y el mal material o la vergüenza de que mi país hubiese faltado a su palabra, y sí pues la conciliación en los campos de batalla no ha sido una mentira, tampoco debe de ser en las lides parlamentarias una mera fórmula la confirmación de los fueros.

En junio de 1840 el general carlista Balmaseda, traspasó la frontera de Francia y atravesó la mitad de la península, acompañado de una numerosa hueste, pretendiendo continuar la guerra civil. Sin embargo, el país, con las diputaciones forales a la cabeza, lo rechazó, y hostigando, persiguiendo y acosando a sus tropas, consiguió disolverlas y aniquilarlas, por lo que los restos se vieron obligados a refugiarse en Francia. A consecuencia de ello, las Cortes del Reino declararon, por unanimidad, el 10 de agosto de 1840, «que las Provincias Vascongadas y Navarra habían cumplido bien y fielmente lo estipulado el 25 de Octubre de 1839».

### Regencia de Espartero
Tras el Convenio de Vergara, el general Espartero, que fue aclamado diputado general honorífico de Vizcaya, había afirmado:

Yo os prometo se os conservarán vuestros Fueros y si alguno intentase despojaros de ellos, mi espada será la primera que se desenvaine para defenderos.

Sin embargo, dos años después incumpliría su promesa. Tras asumir Espartero la regencia, en 1841 tuvo lugar un pronunciamiento protagonizado por Diego León, O'Donnell y otros. No tuvo el apoyo suficiente y fracasó. Las Provincias Vascongadas permanecieron tranquilas; no fue el país, sino el ejército quien se levantó contra Espartero. Sin embargo, en lugar de castigarse a los militares alzados, que conservaron sus grados y honores, se castigó a los paisanos, mediante un decreto de Espartero, fechado en Vitoria el 29 de octubre de 1841, que establecía jefes políticos, la organización de los ayuntamientos con arreglo a las leyes generales, diputaciones provinciales que sustituyesen a las juntas y diputaciones forales y la abolición del régimen judicial de las Provincias Vascongadas, suprimiendo el pase foral y estableciendo las aduanas en las costas y la frontera.

### Mayoría de edad de Isabel II
Tras la caída de Espartero, los nuevos gobernantes premiaron a los vascongados con la restitución de los fueros por la lucha contra Espartero. El Real Decreto de 4 de julio de 1844 anuló en parte lo dispuesto por el de 29 de octubre de 1841, restituyéndose las Juntas y Diputaciones forales. No obstante, permaneció la supresión del régimen judicial y del pase foral, las aduanas quedaron en las fronteras y en las costas y otras innovaciones y reformas quedaron en pie.
En Real Orden de 22 de febrero de 1847 se dispuso se aplicara al país vascongado la ley orgánica municipal de 8 de enero de 1845, lo que provocó protestas y negociaciones que no lograron evitar el contrafuero. No obstante, no se produciría ninguna rebelión en las Vascongadas. En 1848, mientras tenía lugar una sublevación en Madrid y en Cataluña se libraba la guerra de los Matiners, los carlistas trataron de hacer renacer la guerra civil en el norte. El general Joaquín Alzáa pasó la frontera de Francia y entró en las Provincias Vascongadas, pero no logró ningún apoyo popular, fue hecho preso en el monte Barrayate y fusilado.
En 1849 el senador Manuel Sánchez Silva emprendió una campaña antifuerista, contestándole Francisco de Hormaeche y Ascensio Ignacio de Altuna. En 1850 Rafael Navascués publicó su obra Observaciones sobre los Fueros de Vizcaya tras haber tenido una confrontación con el presidente de la Diputación, Pedro Novia de Salcedo, en la que denunciaba prácticas forales abusivas.

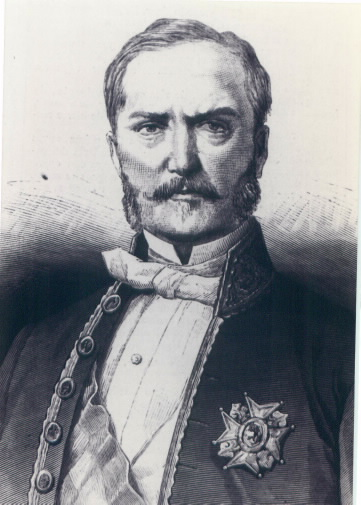
Pedro de Egaña (1803-1885)

Por Real Orden de 29 de abril de 1852 se mandó que los documentos otorgados en las Provincias Vascongadas, para hacer uso de ellos en las demás provincias del Reino, debía de reintegrarse el papel sellado.
A pesar de las limitaciones forales, la lealtad a la corona de los vascongados no se vio alterada. Durante la Revolución de 1854, las Provincias Vascongadas permanecieron tranquilas, quedando prácticamente sin tropas. Además, en 1860 las tres provincias mandaron a la guerra de África 3.000 hombres, a su cuenta, y donaron cuatro millones de reales.
En las Juntas de julio de 1856 se protestó de nuevo contra las desamortizaciones y contra la ley del Notariado, y por considerarlas contrarias al Fuero reclamaron que no se implantasen en Vizcaya. La Real Orden de 10 de mayo de 1857 sobre impuesto a las licencias de caza, pesca y uso de armas no se hizo extensiva por entonces a las Provincias, pero sí después.
Suscitada de nuevo la cuestión de los fueros por Sánchez Silva en junio de 1864, las enérgicas y elocuentes defensas que Pedro Egaña y Joaquín Barroeta hicieron de los mismos despertaron un gran entusiasmo por los fueros en las juntas, villas, pueblos y caseríos de todo la región vascongada. En el periódico El Euscalduna se publicaron cuatro cartas muy celebradas sobre los fueros, con el título Las Juntas de Guernica y los Fueros, firmadas con el pseudónimo de El dómine Evaristo; y Miguel Loredo, fuerista distinguido, destacó como orador en las Juntas de Guernica, donde pronunció un elocuente discurso en el que popularizó el lema «Jaungoicoa eta Foruac» (Dios y fueros).
En 1865 se produjo el reconocimiento por parte de Isabel II del reino de Italia, enemigo del papa Pío IX, y desde entonces los vascongados antiliberales contemplaron la posibilidad de llegar incluso a la guerra contra el gobierno, dando a la cuestión religiosa prioridad sobre la foral. Según Fermín de Lasala, durante una reunión de personas muy influyentes de Guipúzcoa celebrada ese año en Zumárraga, se exclamó «¡Sucumban los fueros, pero salvemos la religión!». Este mismo relato lo corrobora el historiador Arturo Cajal Valero, quien afirma que la sentencia se pronunció en petit comité en una de las reuniones electorales que mantuvieron los «neocatólicos» vascos en 1865, y que esa exclamación iba a inspirarles implícitamente en adelante. El liberal José Manuel Aguirre Miramón fue uno de los que constató el dato y se apartó de la candidatura, por considerar que «la causa del país [vascongado]» exigía la habitual política «sensata» de no beligerancia frontal contra el Poder central y que la política tradicionalista era «peligrosísima» para el régimen foral. Lasala llegaba incluso a considerar que «aquel día quedó en manos de los liberales la bandera de los fueros».
A fin de hacer dudar del origen de los fueros y de cercenar las atribuciones y derechos forales, Sánchez Silva volvió a acusarlos de falsos, en las sesiones del Senado del 28 y 29 de mayo de 1867, haciendo una defensa de ellos el teniente general Francisco Lersundi.

## Sexenio Democrático

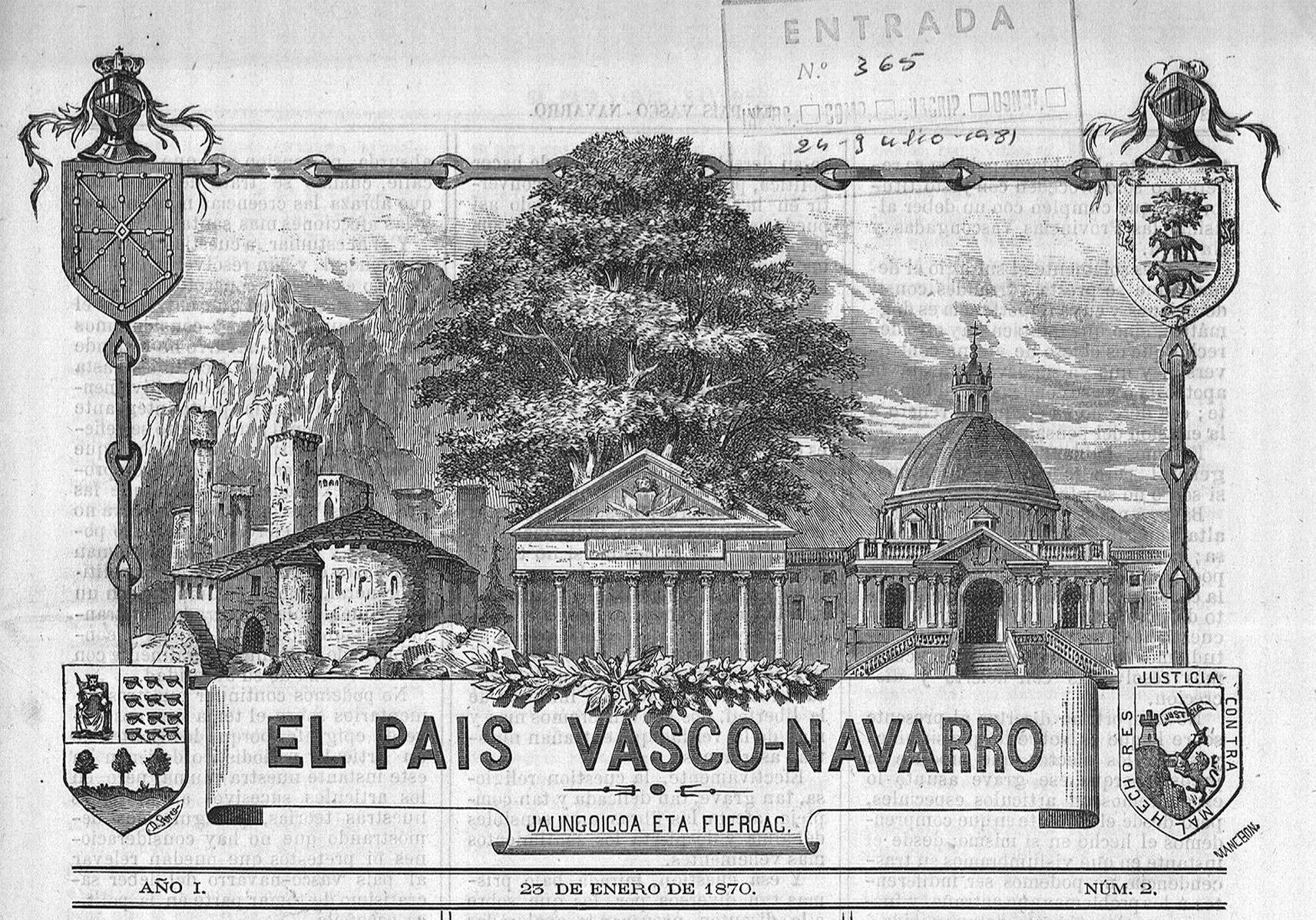
Cabecera del periódico El País Vasco-Navarro (1870)

Cuando sucedió la revolución de 1868, que sorprendió a Isabel II en Lequeitio, los diputados forales permanecieron leales a la reina y no se separaron de su lado hasta que se exilió en Francia. Tras estallar la guerra de Cuba, en 1869 las Provincias mandaron a la isla un tercio vascongado, que permaneció allí varias décadas.
Durante el Sexenio Democrático se iniciaría una campaña antifuerista, que resultó en el establecimiento antiforal de gobernadores, juzgados y aduanas. Se suprimió asimismo el pase foral, los municipios quedaron sometidos a la ley común, se establecieron las cédulas personales y el papel sellado se fue introduciendo lentamente. Las leyes desamortizadoras se aplicaron además en el país vascongado, no solo a los bienes eclesiásticos, sino también a los montes y bienes de aprovechamiento común de los pueblos. En contra del ordenamiento foral, se introdujo la libertad de cultos y se expulsó a los jesuitas y demás órdenes monásticas.
En 1869 el periodista vizcaíno Arístides de Artiñano, redactor de El Euscalduna de tendencia neocatólica (pasaría al campo carlista a raíz de la revolución), publicó un folleto que fue muy distribuido, bajo el título «Jaungoicoa eta foruac: la causa vascongada ante la revolución española», en el que reivindicaba los fueros vascongados y la unidad católica de España atacada por la legislación anticlerical. Viendo en la libertad de cultos, el matrimonio civil y otras leyes liberales un contrafuero (ya que los fueros de Vizcaya y Guipúzcoa solo permitían habitar en esas provincias a cristianos viejos), los carlistas vincularon estrechamente los conceptos de religión y fuerismo. Artiñano llegaría a afirmar en su obra: «Jaungoicoa eta Foruac; antes Dios que los fueros, siempre unidos, jamás en discordancia o separados».
La ley municipal de 20 de agosto de 1870 en la tercera disposición adicional hacía la siguiente salvedad en favor de las Provincias Vascongadas:

en atención á la organización especial de las Provincias Vascongadas, reconocida por la ley de 25 de Octubre de 1839, el Gobierno, oyendo á sus Diputaciones forales, resolverá las dificultades que ocurran sobre la ejecución de esta ley, y el Decreto de 25 de Enero de 1871, declara que, corresponden á las Diputaciones forales las mismas atribuciones que en el resto del reino ejercen las Diputaciones provinciales y les invita á que expongan al Ministro de la Gobernación las disposiciones de las leyes orgánicas de 20 de Agosto último, que sean manifiestamente contrarias al régimen foral.

En septiembre de 1870, bajo el pretexto de que conspiraban algunos de sus individuos, se destituyó a la Diputación foral nombrada por las Juntas y se sustituyó por otra interina, nombrada por el gobernador. El republicano Emilio Castelar manifestaría al respecto:

Ya veremos si es verdad que aquellas provincias que, sean cualesquiera sus ideas políticas, tienen la gloria de que en ellas la democracia es una tradición, la república un hecho, la libertad tan antigua como su suelo: aquellas provincias cuyo árbol saludó Rosseau, que había visto el árbol de Morat y de Friburgo, como el monumento más antiguo de la soberanía popular en el mundo, si aquellas provincias contra las cuales nada pudieron los tiranos Reyes, ni los antiguos Emperadores, según nos ha dicho Tirso, ya veremos si han sido maltratadas por los demócratas modernos, y han visto sus autoridades naturales perseguidas, sus derechos hollados, sus Diputaciones conducidas ante los consejos de guerra y vilmente tratadas por la insolencia de las dictaduras militares.

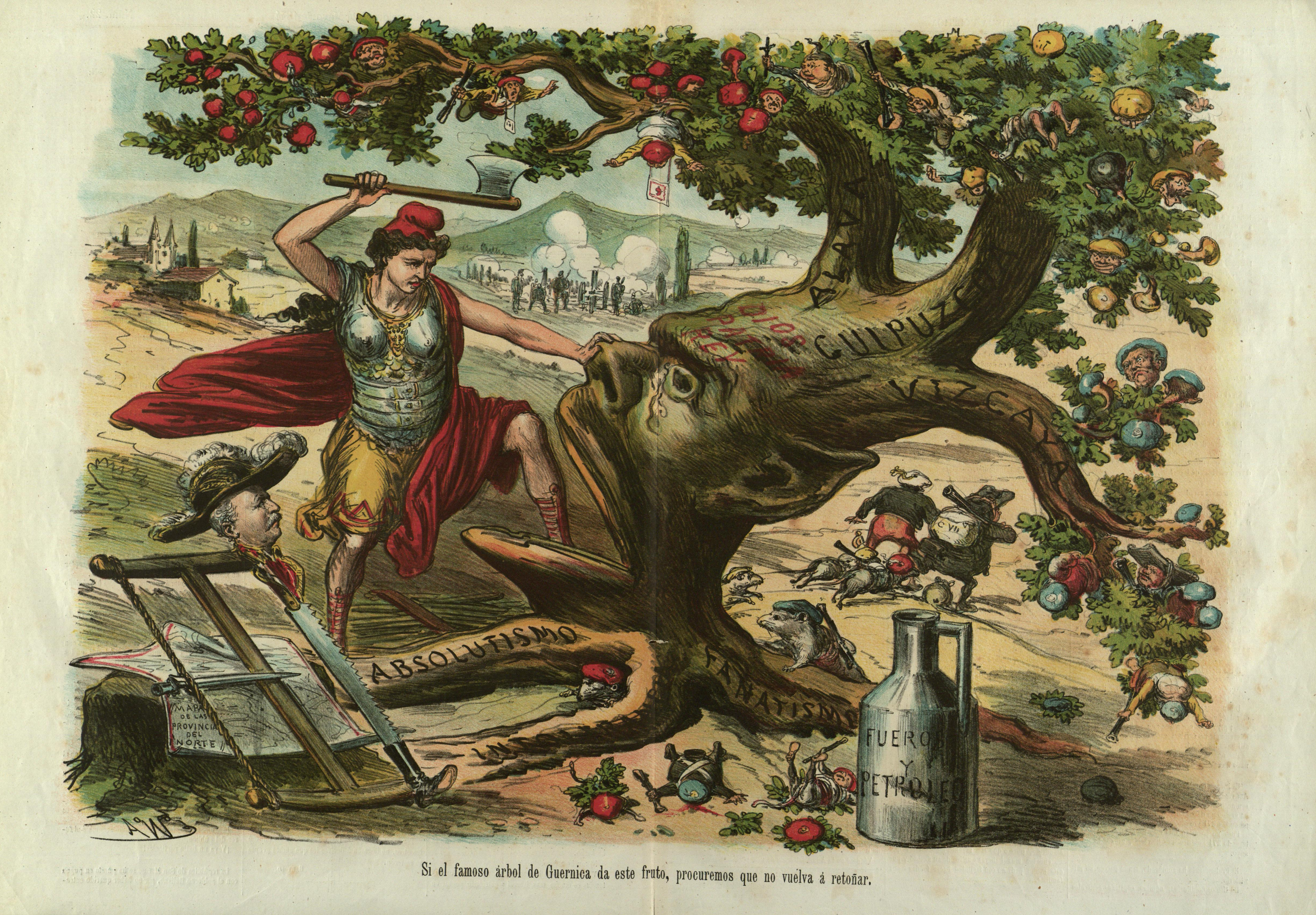
Caricatura en La Madeja Política de Tomás Padró (1874). Alegoría de la República española talando el árbol de Guernica, al vincular los fueros con el carlismo.

Para poner término al primer levantamiento carlista y tratar de evitar una nueva guerra civil, en junio de 1872 se hizo el Convenio de Amorebieta, en el que se reconocía el régimen foral de manera explícita y solemne, y en uno de sus artículos se mandaba que se reuniesen las Juntas generales y se nombrase la Diputación foral, con arreglo a Fuero. Sin embargo, esto no fue suficiente para evitar la guerra carlista, que continuaría poco después.
De acuerdo con Angulo y Hormaza, los fueros no fueron, de hecho, la causa de que en las Provincias Vascongadas triunfase el alzamiento carlista, sino el anticlericalismo y los desórdenes producidos durante el Sexenio. Según este autor, el deseo de conservar los fueros habría sido incluso un impedimento para ir a la guerra, ya que la derrota militar podía conllevar la pérdida de los mismos y se tenía presente la sentencia de la reunión de Zumárraga: «¡Salvemos la Religión aunque perezcan los Fueros!».

## Restauración
Una vez desaparecido el régimen republicano y reinstaurada la monarquía borbónica, el rey Alfonso XII ofreció en 1875, para poner fin a la tercera guerra carlista, devolver el estatus foral de las provincias vascas al del reinado de Isabel II, a cambio de la rendición del bando carlista. Sin embargo, los dirigentes carlistas se habrían mostrado «indiferentes» ante esta oferta.
Tras el fin de las guerras carlistas, se abolirían finalmente los Fueros, Juntas y Diputaciones forales de las tres Provincias Vascongadas, mediante la Ley de 21 de julio de 1876, si bien en 1878 el gobierno de Cánovas del Castillo, «precedido por el Convenio navarro no sólo en lo temporal, sino también en las directrices y consecuencias económicas, políticas y reglamentarias», concedería a cambio a las tres provincias vascongadas el llamado Concierto económico.
La pérdida de los fueros generó pena y desilusión no solo entre los carlistas, sino también entre los liberales vascos y navarros, que con el paso del tiempo exacerbaron sus sentimientos fueristas. No obstante, el nacionalismo vasco tardaría aun veinte años en emerger de la mano de Sabino Arana.